# 阇槃
阇槃或毘闍耶，又称茶槃古城或皇帝城，占婆故都，遗址位于越南平定省归仁市安仁市社。

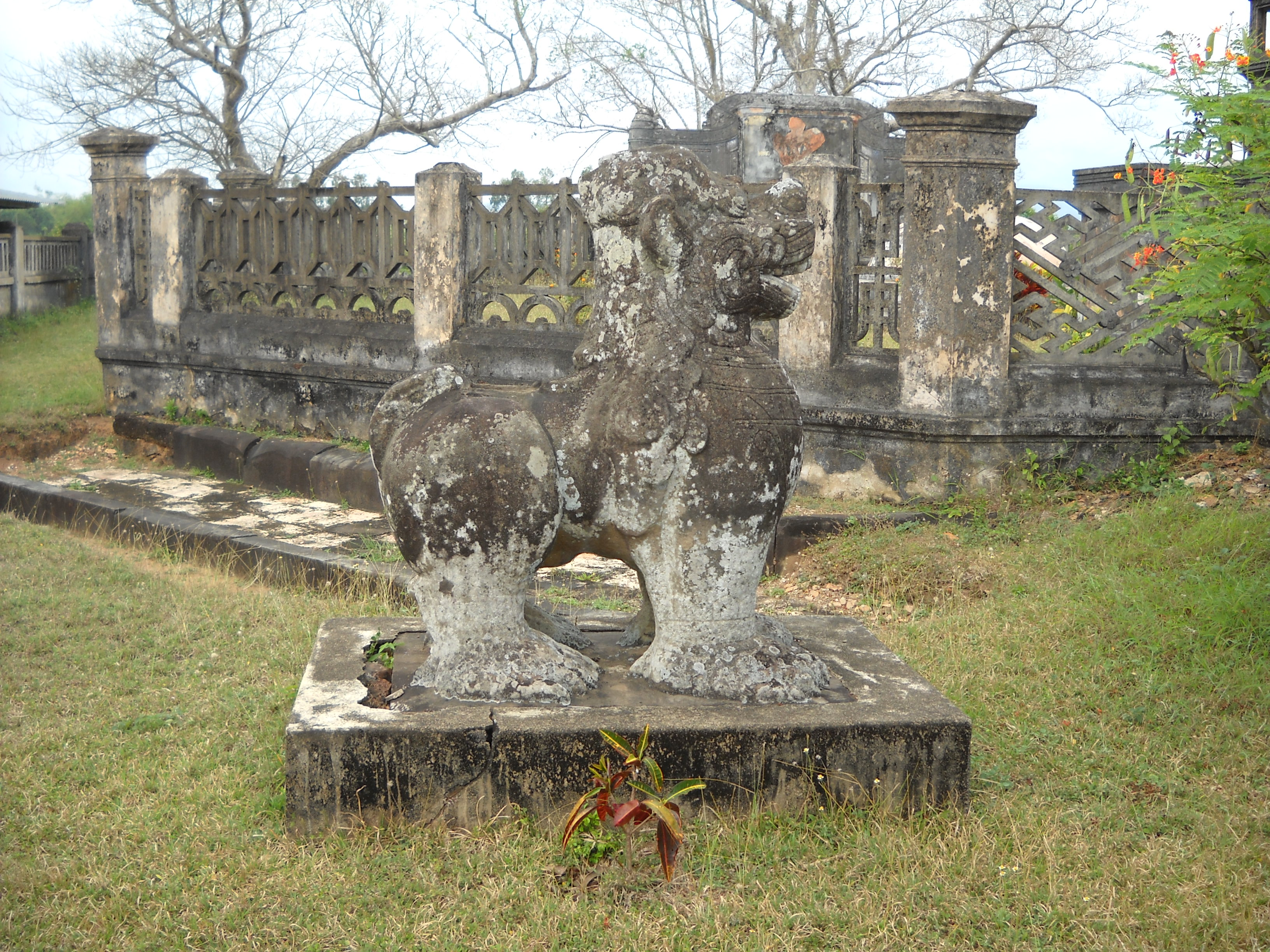
遗址里的石狮

## 历史
982年建城。
1376年爆发阇槃之战，大越120,000水陆两军攻打阇槃城，大越军队被制蓬峩的占婆军队打败。
1403年，胡漢蒼率部围攻阇槃城，战败撤军回国。
1471年，黎聖宗派兵攻打占婆，占领阇槃后，黎圣宗下令将其摧毁。
1778年，阮岳建立西山朝，建都于此，向东扩展，兴建了许多建筑，称“皇帝城”。
1799年，阮暎攻占了此城，改称“平定城”。
如今，皇帝城是研究古代军事历史的重要遗址之一。